# 1932 en santé et médecine
| Années de la santé et de la médecine : 1929 - 1930 - 1931 - 1932 - 1933 - 1934 - 1935    |
| Décennies de la santé et de la médecine : 1900 - 1910 - 1920 - 1930 - 1940 - 1950 - 1960 |

Cet article présente les faits marquants de l'année 1932 en santé et médecine.

## Événements
- 11 mars : en France, loi sur les allocations familiales pour tous les salariés.
- 7 août : Jacques Lacan soutient sa thèse : De la psychologie paranoïaque dans ses rapports avec la personnalité.

## Prix
- Prix Nobel de physiologie ou médecine : Sir Charles Scott Sherrington (1857-1952), Edgar Douglas Adrian (1889-1977), pour leurs travaux sur les neurones.

## Naissances
- 21 mars : Walter Gilbert (93 ans), médecin et biochimiste, prix Nobel de chimie en 1980.
- 18 août : Luc Montagnier (92 ans), médecin et virologue français, prix Nobel de physiologie ou médecine 2008.

Date non précisée
- Philippe Even (environ 93 ans) pneumologue français.

## Décès
- 13 juin : Charles Leale (né en 1842), chirurgien dans l'armée de l'Union lors de la Guerre de Sécession.
- 22 juin : Bernhard Bang (né en 1848), vétérinaire danois.
- 11 septembre : Émile Dind (né en 1855), médecin, enseignant et personnalité politique suisse.
- 16 septembre : Ronald Ross (né en 1857), médecin, bactériologiste et entomologiste britannique.